# Zitha punicealis
Zitha punicealis är en fjärilsart som beskrevs av Walker 1866. Zitha punicealis ingår i släktet Zitha och familjen mott. Inga underarter finns listade i Catalogue of Life.